# 我的爸爸是壞蛋冠軍
《我的爸爸是壞蛋冠軍》，是在2014年發行，板橋雅弘作、吉田尚令繪的日本繪本。以及2018年上映的改編日本電影。描述一部作為反派摔角選手活躍的父親與兒子之間羈絆之作品。本書的中文版由小光點所出版，林宜柔譯，2018年11月16日發行。

## 概要
本作是從2011年起，由岩崎書店出版、以《我爸爸的工作是大壞蛋》為書名而發行。2013年1月並獲得ZERO1的協助，作為繪本摔角的登場人物實際出演。
本作也是爸爸是壞蛋系列的第2作，2014年才以《我的爸爸是壞蛋冠軍》的書名發售。
2018年，第3作發行。插圖負責只有第3作是由擔當。
下面將描述的真人電影，是以第1作、第2作為原作進行改編，並衍生出跨媒體製作。

## 故事簡介
主角大村孝志過去曾經是具有人氣及實力、並作為職業摔角界的王牌而活躍的摔角手，卻因為受傷和受到世代交替的影響，以反派摔角選手“蟑螂假面”重返摔角界，過著每天在摔角擂台上不斷的被觀眾噓爆的日子。但是，孝志並不想把這件事告訴年紀還很小、說將來要成為正義的使者、光明磊落不做壞事（9歳）的兒子祥太，但要對純真的小朋友解釋又過於複雜，因此孝志和他的妻子詩織承諾，將來在祥太長大才能將爸爸的工作告訴他。
不過有一天，祥太為了要做學校功課而默默地跟蹤爸爸，卻撞見爸爸是反派摔角選手。孝志之前也教導祥太要成為一個正直的人，所以祥太發覺爸爸是壞蛋後，才會有如此巨大的衝擊和不解。可是當祥太看到蟑螂假面抱著必死決心在擂台上戰鬥，感覺到蟑螂假面也不是「真的壞蛋」，而是角色和職業罷了，只能透過成長慢慢的消化…

## 真人電影
日本於2018年公開，台灣將於2019年1月18日上映。此片是摔角手棚橋弘至初次主演的電影，並有許多位新日本職業摔角的現役選手出演。
東京都推薦電影、映倫年少者電影審議會推薦作品、以及厚生勞動省社會保障審議會推薦。

### 演員
- 大村孝志／蟑螂假面：棚橋弘至（日语：棚橋弘至）
- 大村詩織：木村佳乃[7]
- 大村祥太：寺田心[7]
- 大場：仲里依紗[8]
- ：岡田和睦（日语：オカダ・カズチカ）
- 寄田／銀蟑螂哥：田口隆祐（日语：田口隆祐）
- 丸山：真壁刀義（日语：真壁刀義）
- ：特朗·巴瑞塔（日语：グレッグ・マラシウロ）
- 天山廣吉（日语：天山広吉）
- 小島聰（日语：小島聡）
- 永田裕志（日语：永田裕志）
- 中西學
- KUSHIDA（日语：KUSHIDA）
- 後藤洋央紀（日语：後藤洋央紀）
- 石井智宏（日语：石井智宏）
- 矢野通（日语：矢野通）
- YOSHI-HASHI（日语：YOSHI-HASHI）
- 屋客人：內藤哲也（日语：内藤哲也）、髙橋廣夢（日语：高橋ヒロム）
- 本耕志
- 通行人：
- 平野：根本真陽（日语：根本真陽）
- 老師：蘆那菫（日语：芦那すみれ）
- 平野大輔：淵上泰史（日语：淵上泰史）
- 町田翔平：松本享恭
- ：川添野愛
- 編輯長：大泉洋[8]（特別出演）
- 大友：大谷亮平[8]
- 本田功：寺康文[8]

### 製作人員
- 原作、作：板橋雅弘／繪：吉田尚令「我爸爸的工作是大壞蛋」「我的爸爸是壞蛋冠軍」（岩崎書店刊）
- 導演、編劇：藤村享平（日语：藤村享平）
- 主題歌：高橋優（日本華納音樂／unBORDE）
- 發行：Showgate（日语：博報堂DYミュージック&ピクチャーズ）
- 製片商：Bridge Head、Pipeline
- 製作：「我的爸爸是壞蛋冠軍」製作委員會（AMUSE、博报堂DY音樂電影、朝日電視台、新日本職業摔角聯盟、武士道、Bridge Head）

## 跨媒體製作

### 漫畫版
原作：板橋雅弘、劇本：藤村享平、作畫：。
2018年4月起在秋田書店《for Mrs.》連載。2018年8月出單行本。內容以電影版的劇本為基礎，漫畫版特別加入了登場摔角手不一樣的面罩設定等原創要素。

### 小說版
原作：板橋雅弘、劇本：藤村享平
2018年6月16日由岩崎書店發售。

## 外部連結
- 電影『我的爸爸是壞蛋冠軍』官方網站 （页面存档备份，存于） （日語）
- 電影『我的爸爸是壞蛋冠軍』（9月公開）官方網站的X（前Twitter） （日語）
- 電影『我的爸爸是壞蛋冠軍』的Facebook專頁 （日語）
- 我的爸爸是壞蛋冠軍－岩崎書店 （页面存档备份，存于） （日語）
- 我的爸爸是壞蛋冠軍 - allcinema （日語）
- 我的爸爸是壞蛋冠軍 （页面存档备份，存于） （日語）－KINENOTE